# Танака Хідеміцу
Тана́ка Хідемі́цу (яп. 田中英光, たなかひでみつ; 1913–1949) — японський письменник, новеліст.
Народився в Токіо. Навчався під керівництвом Дадзая Осаму. 1932 року брав участь в Олімпійських іграх у веслуванні. Описав свій досвід у праці «Плоди Олімпа». Вчинив самогубство на могилі свого вчителя Дадзая. Автор коротких оповідань «З підвалу», «Дух лисиці» тощо.